# Bibey (Camerún)
Bibey es una comuna camerunesa perteneciente al departamento de Haute-Sanaga de la región del Centro.
En 2005 tiene 4875 habitantes, de los que 1057 viven en la capital comunal homónima.
Se ubica en el noreste de la región, unos 200 km al noreste de la capital nacional Yaundé. Su territorio está dividido en dos zonas separadas entre sí por las comunas de Nanga-Eboko y Nsem, y la zona septentrional está delimitada por el sur por el río Sanaga.

## Localidades
Comprende, además de Bibey, las siguientes localidades:
| - Bibéa - Mbélé - Mimbanga - Mpandang - Nguinouma - Landi - Mekon III - Metep | - Ndoumba - Tobe - Etol-Bot - Déa - Mekon I - Mekon II - Mebanga |